# Pergamen

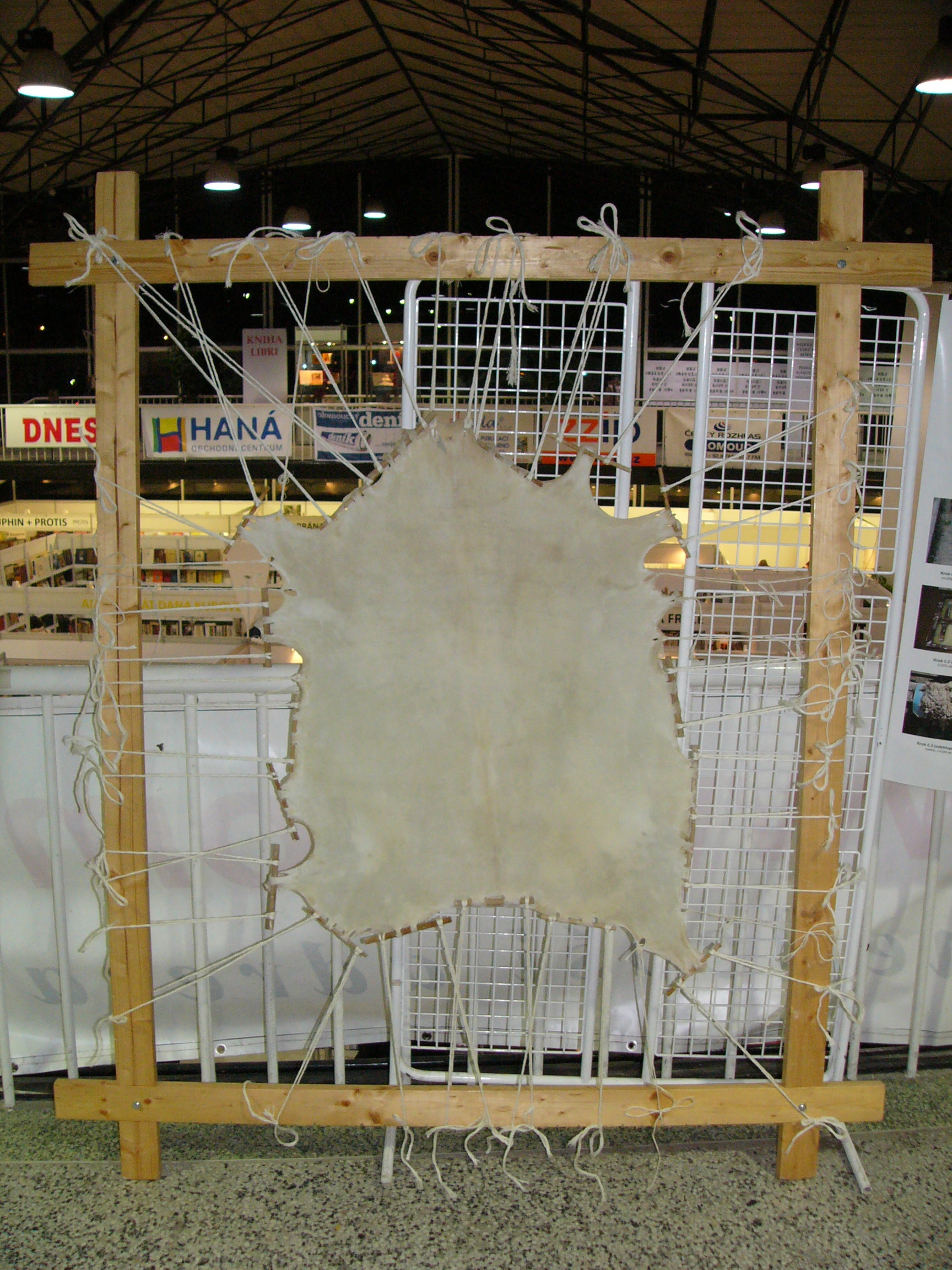
Hotový středoevropský (severní) typ pergamenu z kozí kůže napnutý na dřevěném rámu

Pergamen je nevydělaná, při napětí sušená a hlazená zvířecí kůže, v minulosti používaná jako psací materiál. Používá se kůže různých domácích zvířat, např. oslů, vepřů, koz, ovcí nebo hovězího dobytka, zpravidla mladších jedinců, jejichž kůže je jemnější. Je to materiál bílkovinné povahy (kolagen a elastin).
Pergamen z telecí kůže se nazývá bělpuch. Pergamen z ovčí kůže znesnadňoval úpravy dokumentů.

## Použití
Od starověku zhruba do začátku novověku byl pergamen jedna z nejpoužívanějších psacích látek (psaly se na něj knihy, listiny a mapy). Dodnes se používá například k potahování bubnů, díky vysoké trvanlivosti se na něj tisknou britské zákony a na Pařížské univerzitě doktorské diplomy.

## Výroba
Kůže se zbaví chlupů buď pomocí loužení ve vápenném mléce po dobu 7–14 dní, nebo enzymaticky, a poté vyčistí. Čistá kůže se napne na rám a nechá uschnout. Následně se zdrsní pemzou, potírá olověnou nebo zinkovou bělobou rozdělanou v oleji a po zaschnutí nátěru se hladí a leští. Pro výrobu jemných pergamenů se užívá kůží mladých zvířat. Pro nejjemnější pergamen, tzv. velín (materiál) (vellum), se používala dokonce kůže nenarozených jehňat – děložní pergamen. Výroba pergamenu je obrazově doložena v řadě pramenů, např. v cyklu iluminací michelsberského rukopisu. Pergameníci se latinsky označovali jako membranarii, rasores perg.

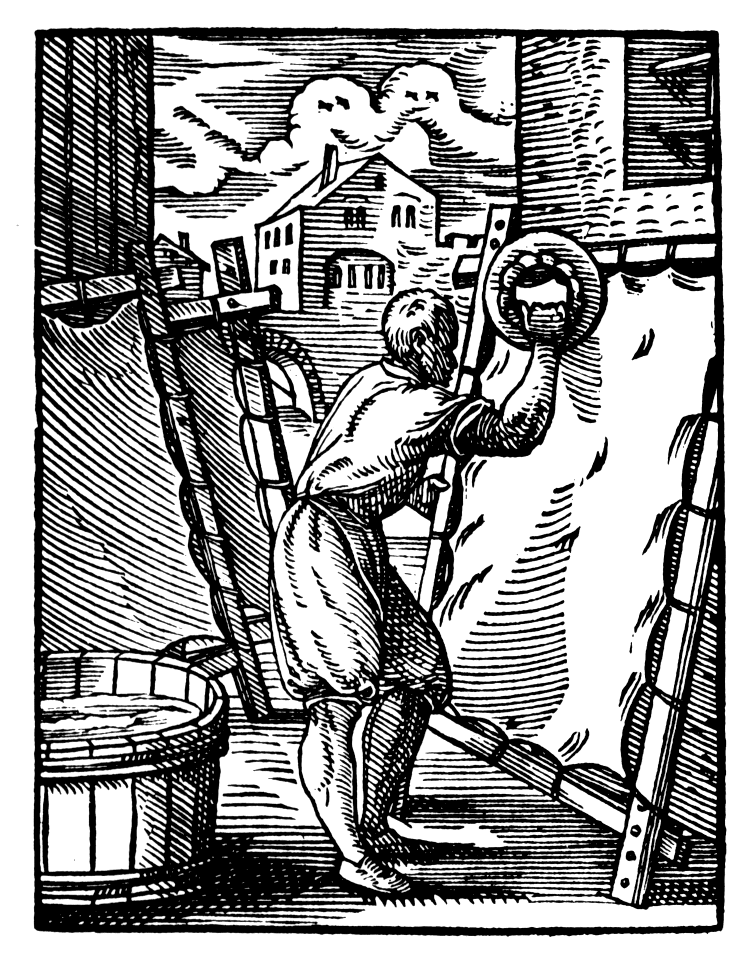
Výroba pergamenu, 1568

V evropských druzích pergamenu rozlišujeme tři základní typy:
- jihoevropský, též italský – je jemněji zpracován jen po masové straně, na kterou se píše, druhá zůstává hrubší a žlutá,
- středoevropský – je zpracován oboustranně stejně (méně jemně) a píše se na obě strany,
- byzantský – navíc se potírá bílkem a více se vyleští.

## Historie
Pergamen získal své jméno podle maloasijského města Pergamon, kde se dle starověkých pramenů začal vyrábět (zde dominoval obchod s ním, ale vyráběl se již dříve) a vznikla Pergamská knihovna. S jeho výrobou se zde začalo za doby vlády krále Eumena II. (197–159 př. n. l.), kdy byl podle pramenů zakázán dovoz papyru. Konkurenční město, Alexandrie, mělo zase monopol na papyrus a svou knihovnu. Řecké slovo diphtherai (kůže) označovalo i knihy. Podobně i název pro bibli (synonymum knihy) je podle města Byblos, které obchodovalo s papyrem.
Později se stal obecně výlučnou psací látkou až do začátku 13. století. Od 14. století počal být vytlačován papírem, na českém území především cizí provenience, zpočátku nejčastěji papírem italským. Protože byl daleko trvanlivější než papír, pro důležité dokumenty se užíval až do 18. století.
V dobách, kdy habsburskou říši ovládla byrokracie, v českých zemích se žertem říkalo, že říši vládne husa a osel (psací husí brk a oslí kůže pergamenu).

## Palimpsest

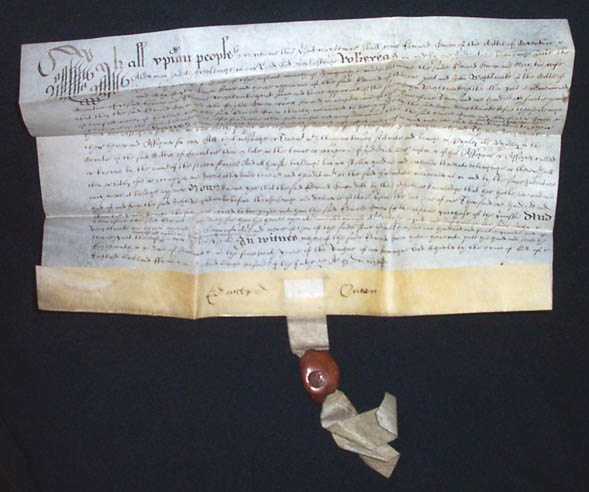
Listina zhotovená na jemném pergamenu (vellum) z roku 1638

Po celou historii byla největší nevýhodou pergamenu jeho vysoká cena. Aby se materiálem šetřilo, často se prováděla reskribace – z jednoho listu se vyškrabal původní text a list se použil znovu. Vyškrabané pergamenové listy, tzv. palimpsesty, jsou dnes zajímavými historickými dokumenty, protože speciální lampy umožňují přečtení původního vyškrabaného textu (staršího a tedy zpravidla historicky cennějšího).